# Stephen Wise

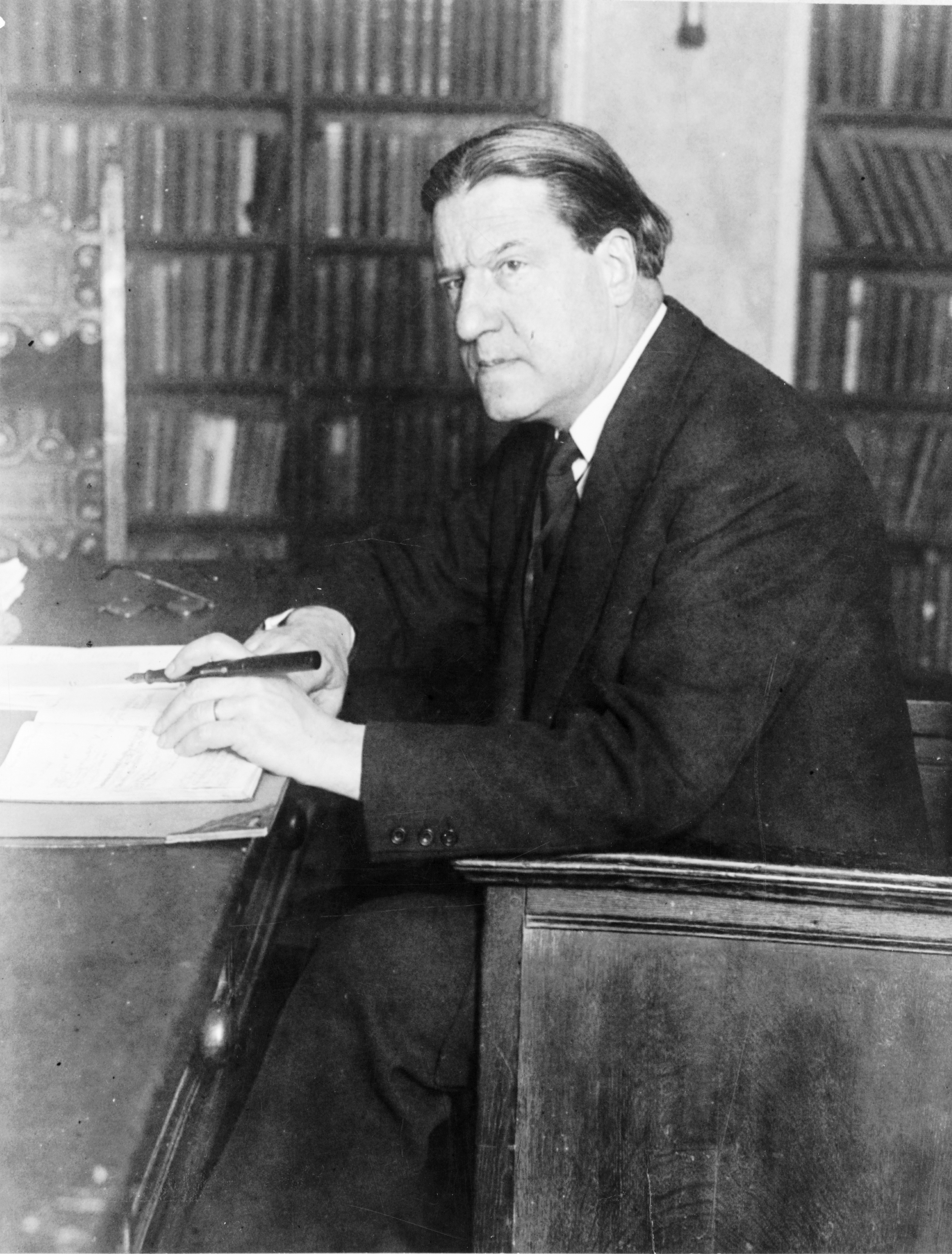
Stephen Wise

Stephen Samuel Wise (geboren 17. März 1874 in Budapest, Österreich-Ungarn; gestorben 19. April 1949 in New York City) war ein US-amerikanischer Rabbiner und führender Zionist. Er gründete den Jüdischen Weltkongress und war 1936 bis 1949 dessen erster Präsident.

## Leben
Stephen Wise wurde in Budapest geboren und gelangte im Alter von 17 Monaten in die USA. Wie sein Vater Aaron Wise wollte auch er schon als Kind Rabbiner werden. Im Alter von 18 Jahren absolvierte er ein Studium an der Columbia University und wurde 1893 von Adolf Jellinek aus Wien ordiniert. Er übernahm zunächst den Posten eines stellvertretenden Rabbiners in einer Gemeinde in New York und konnte nach dem Tod des Amtsinhabers dessen Stelle übernehmen. 1900, kurz vor seiner Heirat mit Louise Waterman, wurde er Rabbiner in Portland (Oregon) und amtierte dort während der nächsten sechs Jahre. 1902 promovierte er an der Columbia University, indem er die Verbesserung der moralischen Qualitäten von Solomon ibn Gabirol übersetzte und herausgab. Für die Jewish Publication Society übersetzte er zudem 1908 das Buch der Richter ins Englische.
Nach seiner Begegnung mit Theodor Herzl beim zweiten Zionistenkongress in Basel 1898 wurde Wise zu einem engagierten Vertreter des Zionismus. Von 1916 bis 1919 war er in Kontakt mit US-Präsident Woodrow Wilson und Edward M. House und erarbeitete 1917 zusammen mit Louis Brandeis sowie Felix Frankfurter den Text der Balfour-Deklaration. Auf der Pariser Friedenskonferenz 1919 setzte er sich für die zionistischen Anliegen ein und vertrat auch die Sache des armenischen Volkes. In jüdischen Organisationen der USA war er landesweit an leitender Stelle tätig: für die Zionist Organization of America war er 1918–1920 Vizepräsident und 1936–1938 Präsident, für den American Jewish Congress war er 1921–25 Vizepräsident und bis zu seinem Tode Präsident bzw. Ehrenpräsident. 1939 nahm er an der Londoner St.-James-Konferenz teil. Zudem gründete er 1936 den Jüdischen Weltkongress und leitete ihn bis zu seinem Tode.
1922 gründete er das Jewish Institute of Religion, das 1950 mit dem Hebrew Union College fusionierte.
Wise war ein Anhänger der sozialliberalen Richtung und beteiligte sich 1909 an der Gründung des Nationalverbands zur Förderung farbiger Menschen (National Association for the Advancement of Colored People) sowie 1920 der American Civil Liberties Union. In seinem Engagement in der amerikanischen Bürgerrechtsbewegung war er mit dem unitarischen Geistlichen und Friedensaktivisten John Haynes Holmes verbunden, mit dem er eine langjährige Freundschaft teilte. Wise kämpfte für das Streikrecht der Arbeiter und unterstützte 1919 einen Streik gegen U.S. Steel Corporation und 1926 einen Streik der Textilgewerkschaft in Passaic. 1927 bat er im Falle von Sacco und Vanzetti um Gnade und Gerechtigkeit. 1912 und 1916 unterstützte er die Präsidentschaftskampagne von Woodrow Wilson und später die Kandidaturen von Al Smith (Präsidentschaftswahl 1928), Norman Thomas und – ab 1936 – Franklin D. Roosevelt.
Als Rabbiner erregte er erstmals 1906 landesweites Aufsehen, als er sich nach einigen Probepredigten im Temple Emanu El in New York weigerte, ein Angebot für eine volle Rabbinerstelle zu übernehmen, weil sein Wunsch nach einer „freien Kanzel“, d. h. Redefreiheit ohne Berücksichtigung der Kontrolltätigkeit des Gemeindevorstands, von diesem nicht berücksichtigt wurde. Wises Predigten erschienen 1908–1932 in zehn Bänden unter dem Titel Free Synagogue Pulpit: Sermons and Addresses.
Von den nach Israel eingewanderten Juden aus muslimischen Ländern, die in ihren Herkunftsländern häufig dem städtischen Bürgertum angehört hatten, machte er sich falsche Vorstellungen und meinte 1948, sie würden in Israel sofort den Platz der 300.000 arabischen Bauern einnehmen, die vor dem Palästinakrieg dort gelebt hatten.
Seine Gattin Louise Waterman Wise (gestorben 1947), als Übersetzerin und in der Gemeindearbeit tätig, wurde in ihrer Jugend von Felix Adler beeinflusst. In den Dreißigerjahren organisierte sie für Tausende jüdischer Flüchtlinge aus NS-Deutschland deren provisorische Aufnahme in Einrichtungen des American Jewish Congress.

## Ehrungen
Nach Stephen Wise ist Kfar Shmuel benannt, ein 1950 gegründeter Moschaw in der Schefela.